# Canton d'Alès-Sud-Est
Le canton d'Alès-Sud-Est est une ancienne division administrative du département du Gard, dans l'arrondissement d'Alès.
Le canton a été créé en 1973 par division du canton d'Alès-Est en 2 cantons.
Il a été supprimé lors du redécoupage cantonal de 2014 ayant pris effet en mars 2015.

## Composition
Il était composé des communes suivantes :
| Nom                       | Code Insee | Intercommunalité      | Population (dernière pop. légale)               |
| ------------------------- | ---------- | --------------------- | ----------------------------------------------- |
| Alès (chef-lieu)          | 30007      | CA Alès Agglomération | Fraction : 13 933(2012) Commune : 39 993 (2014) |
| Méjannes-lès-Alès         | 30165      | CA Alès Agglomération | 1 208 (2014)                                    |
| Mons                      | 30173      | CA Alès Agglomération | 1 620 (2014)                                    |
| Les Plans                 | 30197      | CA Alès Agglomération | 250 (2014)                                      |
| Saint-Hilaire-de-Brethmas | 30259      | CA Alès Agglomération | 4 200 (2014)                                    |
| Saint-Privat-des-Vieux    | 30294      | CA Alès Agglomération | 5 083 (2014)                                    |
| Salindres                 | 30305      | CA Alès Agglomération | 3 229 (2014)                                    |
| Servas                    | 30318      | CA Alès Agglomération | 203 (2014)                                      |

Il incluait les quartiers d'Alès suivants :
- Centre-Ville-Avéjan
- Faubourg d'Auvergne
- Gare
- Arènes
- Montée de Silhol
- Conilhères
- Saint-Étienne-d'Alensac
- Le Rieu
- Larnac
- Pierre-Plantée

## 1 photo du canton

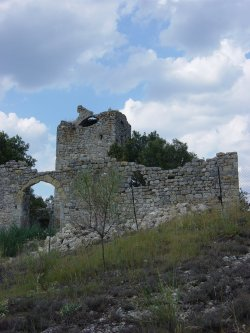
la Tour Bécamel à Salindres

## Administration
| Période | Période | Identité         | Étiquette                | Qualité |
| ------- | ------- | ---------------- | ------------------------ | --- |
| 1973    | 1994    | Daniel Verdelhan | PCF                      | Enseignant Adjoint au Maire d'Alès (1965-1989) Ancien conseiller général du Canton d'Alès-Nord-Est (1970-1973) Maire de Salindres (1995-2016), député suppléant d'Adrienne Horvath (1978-1986) puis de Patrick Malavieille (1997-2002) |
| 1994    | 2015    | Gérard Roux      | DVD puis UDF puis UDI-NC | Agriculteur Maire de Saint-Hilaire-de-Brethmas (1983-2014) |

## Démographie
| 1975 | 1982 | 1990   | 1999   | 2006   | 2011   | 2012   |
| ---- | ---- | ------ | ------ | ------ | ------ | ------ |
| -    | -    | 24 447 | 24 833 | 26 610 | 28 681 | 29 384 |